# Требио (Пезаро и Урбино)
Требио је насеље у Италији у округу Пезаро и Урбино, региону Марке.
Према процени из 2011. у насељу је живело 88 становника. Насеље се налази на надморској висини од 255 м.